# Spirorbis inconstans
Spirorbis inconstans är en ringmaskart som beskrevs av Belokrys 1984. Spirorbis inconstans ingår i släktet Spirorbis och familjen Serpulidae. Inga underarter finns listade i Catalogue of Life.